# NGC 1937
NGC 1937 је расејано звездано јато у сазвежђу Златна риба које се налази на NGC листи објеката дубоког неба.
Деклинација објекта је - 67° 55' 0" а ректасцензија 5h 22m 24,0s. Привидна величина (магнитуда) објекта NGC 1937 износи 10,1. NGC 1937 је још познат и под ознакама ESO 56-SC112.